# Paracinipe alticola
Paracinipe alticola är en insektsart som först beskrevs av Werner 1932.  Paracinipe alticola ingår i släktet Paracinipe och familjen Pamphagidae. Inga underarter finns listade i Catalogue of Life.